# Domaća ovca
Domaće ovce (Ovis aries aries) su domaće životinje, grupirane u rod Ovis, unutar porodice šupljorožaca (Bovidae), podrijetlom od vrste Ovis aries.
Ovca je četveronožna životinja, tijelo joj prekriva vuna. Biljojed je i preživač. Razvila se iz divljeg muflona. 
Mužjak se zove ovan, ženka ovca, muški mladunac janje, a ženski janjica. Kad dosegnu starost od godine dana, nazivamo ih šiljeg ili šilježe, a žensku jedinku šiljica ili šiljegvica. Uškopljenog ovna nazivamo dvizac, a dvizicom ovcu od dvije godine koja se nije ojanjila. Mužjaka se također naziva brav. Žive u stadu. Gospodarska je vrsta, koja se uzgaja zbog vune, mesa, mlijeka, sira itd. 
Poznati sirevi od ovčjeg mlijeka su: Roquefort, feta, Liptauer, kačkavalj, paški sir, livanjski sir itd.
Postoji mnogo pasmina ovaca kao što su: merino, pramenka, Suffolk ovca, virtemberška ovca, solčavsko-jezerska ovca, Romanovska ovca, mediteranska ovca, istočno-frizijska ovca, sardinijska ovca itd. Hrvatske pasmine su: lička pramenka, paška ovca, creska ovca, istarska ovca i dubrovačka ruda. Ova posljednja je vrlo ugrožena, jer je ostalo pokoje manje stado. Psi koji čuvaju ovce, zovu se ovčari. Najpoznatiji su njemački ovčar, škotski ovčar, tornjak itd., a u Slavoniji je posebno cijenjen hrvatski ovčar.
Najviše ovaca ima u Kini, zatim u Australiji, Europskoj uniji, Rusiji, Indiji, Iranu, Sudanu, Novom Zelandu, Argentini, Urugvaju i Čileu.
Janje je mlado od ovce i često se koristi u Bibliji (Isus kaže da je Jaganjac Božji), a riječ se više koristila prije. Janjenje ovaca najvažniji je dio ovčarske proizvodnje. Iako se ovce relativno lako janje, u janjenju ipak ima gubitaka, koji mogu biti i do 20 %. Najveći gubitci nastaju pri janjenju mladih ovaca i ovaca koje nose dva i više plodova.
Janje je simbol u kršćanstvu. Isus se naziva Dobrim pastirom i Jaganjcem Božjim (lat. Agnus Dei). Biblijske osobe Abraham, Jakov, Mojsije, David i drugi, bili su pastiri. Ovca se često smatra slabo inteligentnom. George Orwell u satiričnoj noveli „Životinjska farma” koristi ovce kao simbol neobrazovane mase ljudi u revolucionarnoj Rusiji kojima je lako manipulirati.
Prva klonirana ovca zove se Dolly.